# La Madone Bridgewater
La Madone Bridgewater (en italien : Madonna Bridgewater)  est une peinture religieuse à l'huile sur bois transférée sur toile (81 × 56 cm) de Raphaël, daté vers 1507. Le tableau est actuellement exposé à la Galerie nationale d'Écosse d'Édimbourg.

## Histoire
L'œuvre est attribuée à la période mûre florentine de l'artiste. Elle a fait partie des collections Seiguelay, d'Orléans et de 1792 à 1945, Ellesmere de Londres, entrant au musée Bridgewater, d'où son nom.
Il existe des dessins préparatoires de l'œuvre au musée Albertina de Vienne et au British Museum de Londres montrant une certaine inspiration du travail de Michel-Ange et un enchevêtrement animé de traits avec des effets de clair-obscur dérivés de l'exemple de Léonard de Vinci à Florence. La peinture est probablement une image de dévotion pour une chambre privée.

## Description et style
Sur un fond sombre, dans lequel certains éléments d'une pièce sont à peine visibles (une niche avec une porte ouverte, un banc), Marie tient l'Enfant dans ses bras qui se débat vers la gauche. Les deux figures, d'un équilibre harmonique exceptionnel, se caractérisent par un mouvement opposé et divergent, avec une enchaînement de gestes (les bras de l'Enfant prenant le voile de la mère, les mains de Marie touchant le corps de l'enfant) qui génère un mouvement serpentin.
Le souvenir de Tondo Taddei de Michel-Ange est évident. Les couleurs, intenses et brillantes, évoquent efficacement le volume des personnages sortant de l'ombre.
Les radiographies ont permis de vérifier comment dans le premier projet la Madone était en arrière-plan d'un paysage, typique des autres Madones de l'époque, mais elle a été modifiée par l'artiste, probablement pour augmenter le contraste entre les lumières et les ombres et donc, le rendu volumétrique et monumental.

## Analyse
L'artiste a réalisé une combinaison des poses  particulièrement gracieuse et élégante. L'échange de regards souligne la tendre relation entre la mère et l'enfant. 
L'analyse technique a révélé qu'à l'origine l'artiste a peint un fond de paysage. Raphaël a probablement estimé qu'un cadre sombre était une meilleure solution pour la modélisation clair-obscur de ses personnages.
Le motif, déjà utilisé par Léonard de Vinci, du Tondo Taddei de Michel-Ange, avec saint Jean enfant tenant un oiseau, réapparait dans cette œuvre. L'enfant étendu sur les genoux de sa mère s'inspire de Michel-Ange, le contrapposto de la Vierge, son doux sourire et l'arrière-plan dans l'obscurité dérivent de Vinci.

## Source de traduction
- (it) Cet article est partiellement ou en totalité issu de l’article de Wikipédia en italien intitulé « Madonna Bridgewater » (voir la liste des auteurs).